# Дунайская флотилия (Российская империя)
Дунайская флотилия — наименование формирования речных сил флота Российской империи на Дунае и его притоках, образование которой началось в XVIII веке во время русско-турецких войн.
Дунайская флотилия принимала активное участие в Русско-турецких войнах (1768—1878). К началу Крымской войны (1853 год) Дунайская флотилия (канонерские гребные лодки, несколько пароходов, яхт и барж), Штаб-квартира — Измаил (См. Осада Силистрии), флотилию комплектовал 5-й ластовый экипаж, после Крымской войны (1853—1856 годов) экипаж расформирован.

## История

### Русско-турецкая война (1768—1774)
Дунайская флотилия начала формироваться в ходе первой русско-турецкой войны (1768—1774). Когда, осенью 1770 года, армия графа П. А. Румянцева подошла к Дунаю, решено было завести на нём флотилию. 22 февраля 1771 года граф И. Г. Чернышев получил Высочайший рескрипт Екатерины II, который гласил: «Граф Иван Григорьевич! Надобно может быть будет по случаю продолжающейся нынешней войны завести какие удобно будет мореходные суда на Днепре, Днестре или других валашских или молдавских реках. А чтоб в таковом случае за недостатком чего для того надобного не сделалось препятствия, примите в Адмиралтейств-коллегий такие меры, чтоб всем надобным запастись сколько можно ближе к означенным местам… для чего надобно будет послать надежную персону б то и поручить».
К строению новых судов приступили весной 1771 года, одновременно в военные суда были обращены захваченные у турок в Тульче 5 галиотов. Летом 1771 года на Дунае было уже до 20 мелких судов, а в 1772 году к ним присоединились четыре 12-пушечные шхуны, построенные по чертежам начальника Дунайской флотилии, англичанина Чарльза Ноульса.
Деятельность Дунайской флотилии с 1772 года до конца войны заключалась в охране устья Дуная и крейсерствах в море для наблюдения за неприятелем; небольшие суда флотилии совершали даже переходы к Крыму. Главнокомандующий русской армией, П. А. Румянцев, не видя реальных успехов, не был доволен и обвинял моряков в «неподвижности», требовал перехода к активным действиям, не желая считаться с немореходностью судов и слабостью их артиллерии.

### Русско-турецкая война (1787—1791)

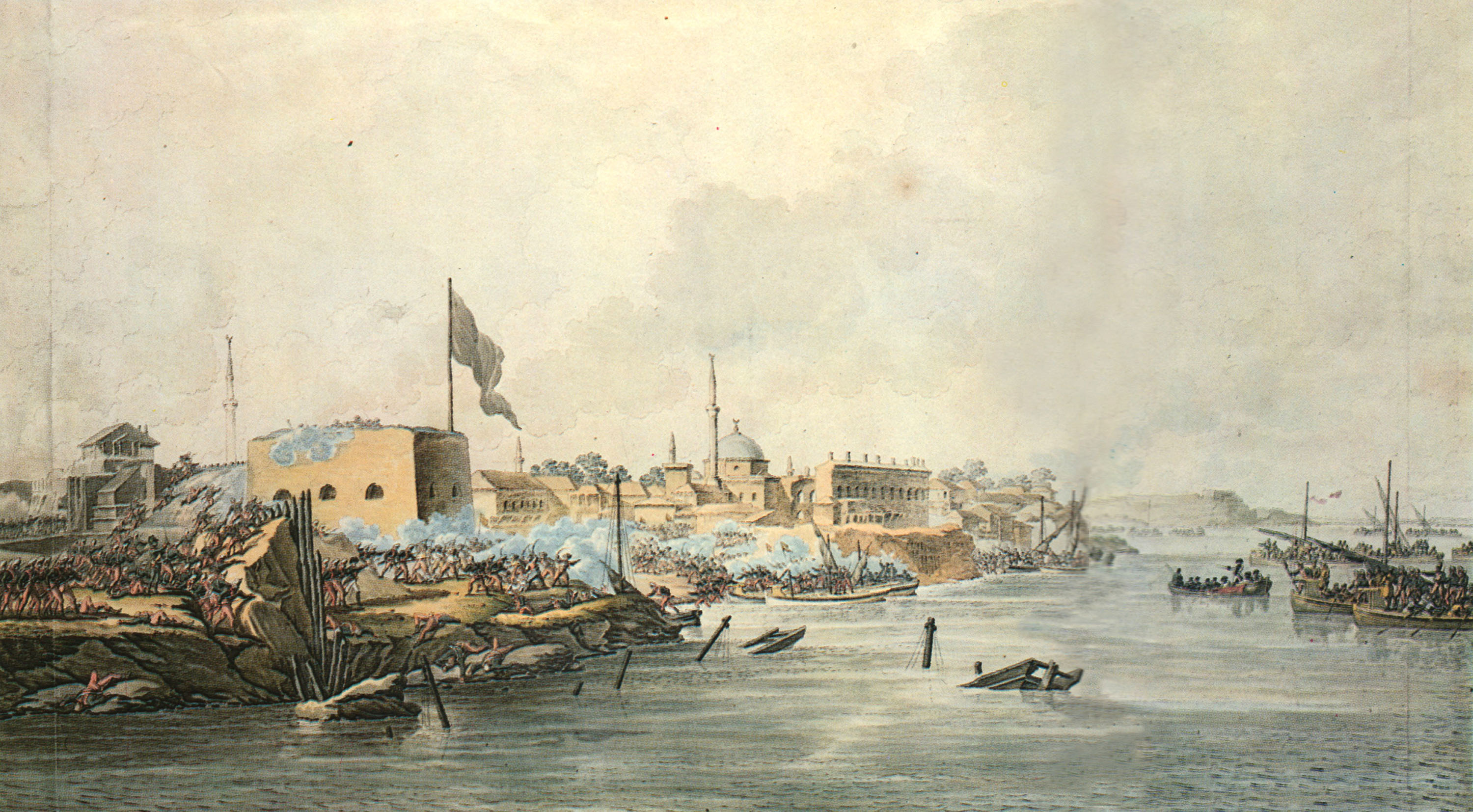
Самуил Шифляр, «Взятие Измаила 11 декабря 1790 года».

Вторично русские суда появляются на Дунае только в 1789 году, во время 2-й турецкой войны Екатерины II; во всё продолжение кампании этого года на Дунае для содействия сухопутным войскам находился отряд Днепровской флотилии, под начальством капитана 1 ранга Ахматова. На следующий год в Дунай была отправлена с Днепра флотилия де-Рибаса из 34 судов, 48 казачьих лодок и нескольких транспортов. 19 октября отряд этот произвел нападение на береговые турецкие батареи и турецкие суда в Сулинском устье Дуная; две батареи были взяты на следующий день высаженным десантом, 1 большое судно взорвано и 7 транспортных взято в плен. Отряд капитана Ахматова действовал в этом году более решительно: после «жестокой» баталии около крепости Гульчи, где он был встречен огнем 17 судов, проход по Дунаю был очищен, несколько турецких лодок взорвано, 4 взяты в плен; турки поспешно отступили, почему 7 ноября взяты были в Тульче ещё 1 военное судно и 38 транспортов.
Под крепостью Исакча также успешно действовал отряд капитан-лейтенанта К. П. Литке; турецкий отряд из 32 судов был сожжён, и турки бежали, бросив батареи и замок, в котором оказались главные склады для армии и гребной флотилии; потерь у русских не было. 19 ноября оба отряда, де-Рибаса и Ахматова, подошли к крепости Измаил и предприняли атаку турецких судов; пущенные русскими брандера были унесены течением, почему Ахматов перешел на близкое расстояние, открыл огонь, потопил 7 судов и взорвал одно. За первым отрядом последовал второй, капитан-лейтенанта Литке, который сжег еще 4 судна и 17 транспортов. Потери русских: три разбитых и затопленных судна, 87 убитых и 239 раненых.
Всего с 19 октября по 19 ноября Дунайской флотилией взято в плен 77 судов разной конструкции, уничтожено 210; взято 464 пушки, 580 пудов пороху, 25 тысяч ружей и множество запасов. 11 декабря Дунайская флотилия принимала деятельное участие во взятии Измаила. Накануне, по приказанию А. В. Суворова, из 567 орудий Дунайской флотилии начали бомбардировку крепости, которая продолжалась и всю ночь 11-го; прибрежные батареи были уничтожены, и крепость сильно повреждена; со стороны русских взлетела на воздух бригантина «Константин» со всей командой. Во время самого штурма Дунайская флотилия бомбардировала город, овладела несколькими батареями, перевезла 11 батальонов и завладела 12 лансонами и 22 мелкими судами; потери флотилии сводились к 95 убитым и 224 раненым. За участие в штурме Измаила Рибас получил орден Святого Георгия 2 ст.; вместе с ним отличены были многие офицеры, проявившие себя и раньше в Днепровской флотилии.
В следующий, 1791 год действия Дунайской флотилии были не менее удачны. Рибас содействовал всеми силами операциям армии: охранял берега Дуная, забирая и истребляя неприятельские суда, перевозил через реку отряды войск, наводил для них мосты, например, у Галаца. Наибольшая помощь была оказана сухопутным частям Дунайской флотилией 31 марта под Браиловым, где отряд потопил 15 неприятельских судов и способствовал взятию укрепления. Наконец, 28 июня под Мэчином, где князь Н. В. Репнин разбил 80-тысячную армию, Дунайская флотилия обратила в бегство турецкую гребную флотилию из 30 судов, причем было потоплено и взорвано 6 судов. В декабре 1791 года был заключен Ясский мир. Операции Дунайской флотилии закончились.

### Русско-турецкая война (1806—1812)
В конце 1806 года до начала русско-турецкой войны (1806—1812) главнокомандующий армией генерал И.И. Михельсон требовал, чтобы гребная флотилия вошла в Дунай, но главный командир Черноморского флота, маркиз де-Траверсе, "опасаясь в такое позднее время года отваживать флотилию на очевидную опасность", не позволил флотилии идти в Дунай; впрочем, участие в воен. действиях флотилия принимала под Аккерманом, который, по словам паши, не был бы взят, "если бы не налетели эти черные вороны". Весной 1807 г. флотилия отрядами вошла в Дунай, где и содействовала сухопутной армии при атаках крепостей Тульчи, Исакчи и Измаила. Затем, в виду заключения перемирия, военные действия приостановились (авг. 1807 г.) и были возобновлены только в марте 1809 года. За это время Дунайская флотилия была усилена 20-ю новыми канонерками-барказами, 10 понтонами и 4 катерами, которые были выстроены в Галаце по приказанию главнокомандующего армией князя А.А. Прозоровского. С этими судами Дунайская флотилия состояла из 85 судов разного типа.

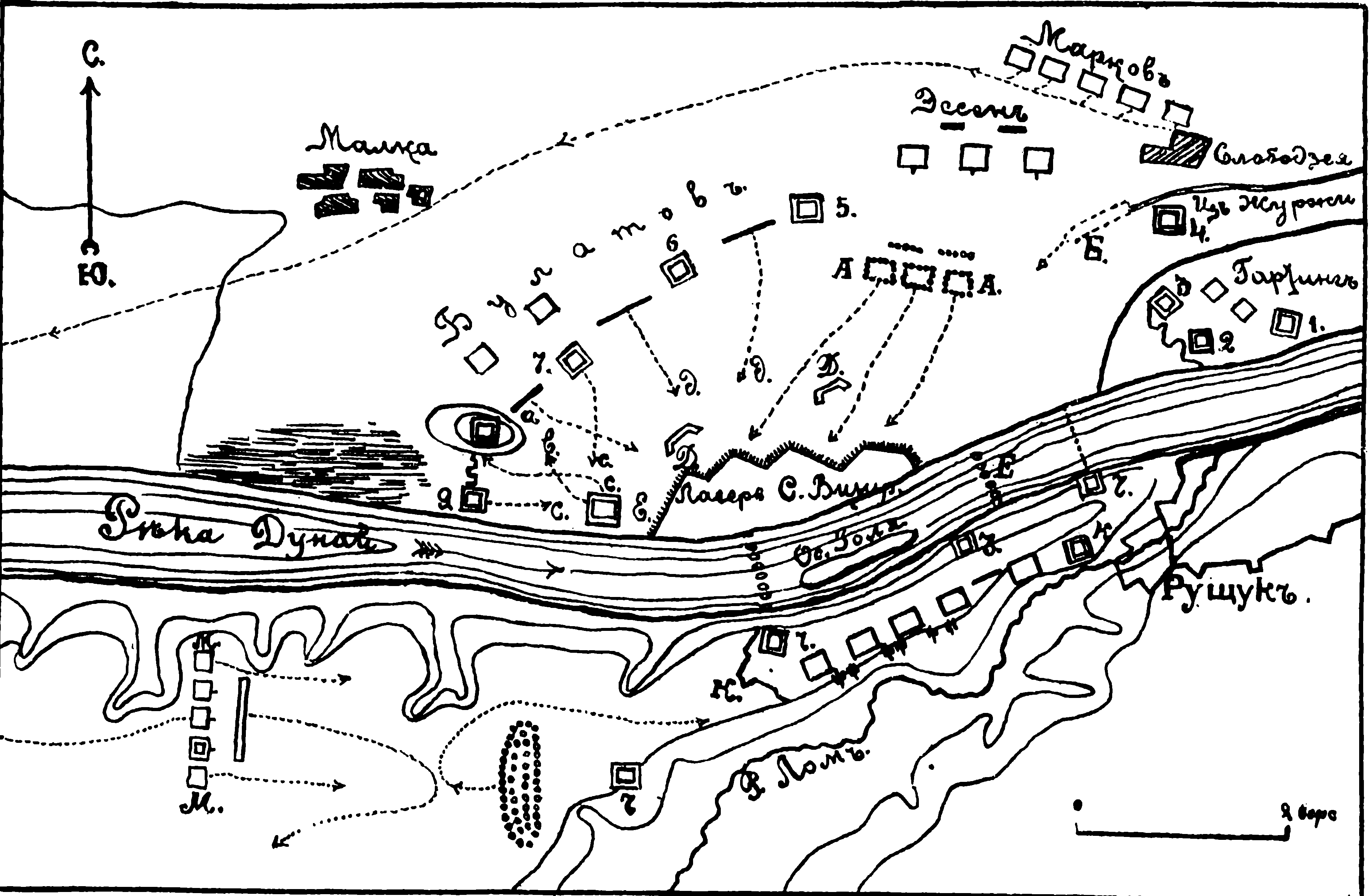
Схема Слободзейской операции Кутузова

С началом военных действий флотилия оказывала существенную помощь армии, разрушая береговые укрепления и не допуская операций турецких военных судов. Способствуя переправе через Дунай и взятию крепостей, из которых важнейшими были Измаил и Браилов, флотилия усилилась взятыми в крепостях турецкими судами и заслужила похвалу сухопутных начальников: помощник главнокомандующего, генерал М. И. Голенищев-Кутузов, писал одному из отрядных начальников, капитану 1 ранга Д. С. Акимову: «Всё, что вы ни делаете, все ваши предприятия не иначе приемлю я, как с истинным чувством должного к вам уважения, и могу вас уверить, что и главнокомандующий разделяет обще со мною мои к вам чувства». В 1810 деятельность флотилии продолжалась в том же духе; флотилия содействовала блокаде Силистрии и Рущука, а в бою 26 августа под Батином, где генерал Каменский разбил турецкую армию, заставила турецкие суда уклониться от боя: 2 из них были потоплены, 5 взято в плен. Следствием сражения при Батине была сдача Систова, Журжи, Турно и, наконец, самого Рущука в 1811 году. Последний пал при ближайшем участии Дунайской флотилии, которая, во главе с капитаном Акимовым, встала против средины лагеря и открыла по нему сильный огонь, продолжавшийся целый день, а к ночи приблизилась к берегу и выгнала неприятеля из береговых укреплений; действуя же по лагерю ядрами, флотилия не позволила туркам восстановить разрушенное. Кутузов отметил это дело в приказе по армии 7 октября: «Отличное действие Дунайской флотилии, при Рущуке находящейся, обязывает меня, прежде, нежели буду иметь честь донести о подвигах её Государю Императору, изъявить ей совершенную мою благодарность». Вскоре был заключен мир, после которого суда были расположены на зимовку в Измаиле и Килии.

### Русско-турецкая война (1828—1829)
В следующую русско-турецкую войну гребная флотилия снова появляется на Дунае; деятельность её носит тот же характер помощи армии, но иногда она вступает и в чисто морские бои: так, 28 мая 1828 г. отряд флотилии из 16 лодок, пройдя под выстрелами крепость Браилов, напал в Мачинском рукав на турецкую флотилию из 23 судов и после 3-часового боя разбил ее, взял 12 судов, 1 потопил и 1 сжег. Остальные суда отряда капитана 1 ранга И. И. Заводовского блокировали крепость Браилов; в то же время другой отряд из 12 судов принимал участие в переправе сухопутных войск через Дунай у Сатунова и во взятии укреплений на левом берегу Дуная. Осенью гребная флотилия принимала участие в осаде крепости Силистрии. Крепость в этом году не была взята, почему весной 1829 г. Дунайская флотилия в составе 30 судов, под ком. контр-адмирала К. Ю. Патаниоти, снова приняла участие в осаде, которая на этот раз кончилась падением Силистрии (20 июня), при чём было взято 15 турецких судов.

### Крымская война

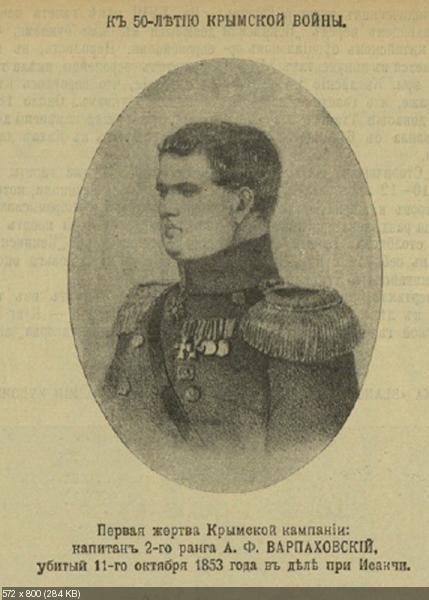
Начальник отряда А. Ф. Варпаховский - первый убитый в Крымскую войну русский офицер

В войну с Турцией 1853—54 годов армия князя М. Д. Горчакова должна была занять придунайские княжества, охранять их и наблюдать за всем течением среднего и нижнего Дуная; для последней цели к ней была придана Дунайская флотилия под началом контр-адмирала П. Ф. Мессера, состоявшая из двух батальонов (отрядов): в 11 и 16 канонерских лодок, из которых каждая вооружена тремя 24-фунтовыми орудиями. Кроме того, к флотилии были приданы пароходы «Прут», «Ординарец», каждый о четырех 36-фунтовых пушках-карронадах, лоц-шкуна «Рымник» и небольшая железная баржа, были приготовлены пароход «Инкерман», шхуна «Ингул» и ещё одна железная баржа. Морские силы турок на Дунае состояли из 2 пароходов, 8 канонерских лодок, 85 кирлашей и 188 легк. чаек.

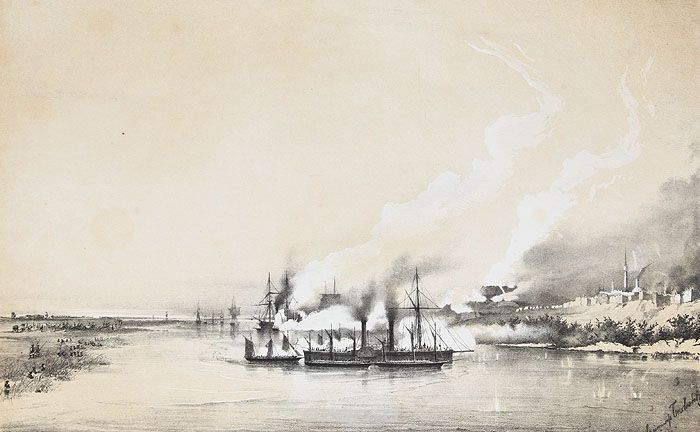
Действия 8-ми канонирских лодок на буксире пароходов Ординарец и Прут, против турецкой крепости Исакчи 11 октября 1853 года. Литография. Российская империя, 1858 год

Первый выстрел на Дунае последовал 3 октября; кн. Горчаков сейчас же приказал ввести в Дунай флотилию, с тем, чтобы поднять ее вверх по реке для воспрепятствования плаванию турецких судов; пароходы Прут и Ординарец с 8-ю канонерскими лодками на буксире должны были подняться до Браилова, мимо крепостей Тульчи и Исакчи. Для уменьшения потерь было приказано идти с темнотой; но начальник отряда, капитан 2 ранга А. Ф. Варпаховский, и другие просили позволения пройти мимо Исакчи днем, чтобы показать презрение к опасности. «Снисходя к столь возвышенному чувству», генерал А. Н. Лидерс дал разрешение, и флотилия ок. 8½ ч. у. 11 октября появилась под Исакчей; завязалась перестрелка, во время которой был убит храбрый начальник отряда и ещё 13 человек, ранено 5 офицеров и 55 низших чинов; повреждения судов были незначительны, и они благополучно достигли места назначения, откуда «Прут» был отправлен в Гирсово, вверх по Дунаю. Плавая по Дунаю флотилия препятствовала появлению на ней мелких турецких судов, не позволяя переправиться неприятелю на левый берег реки. Военные действия ограничились в 1853 году занятием княжеств; наступление началось уже в 1854 году.

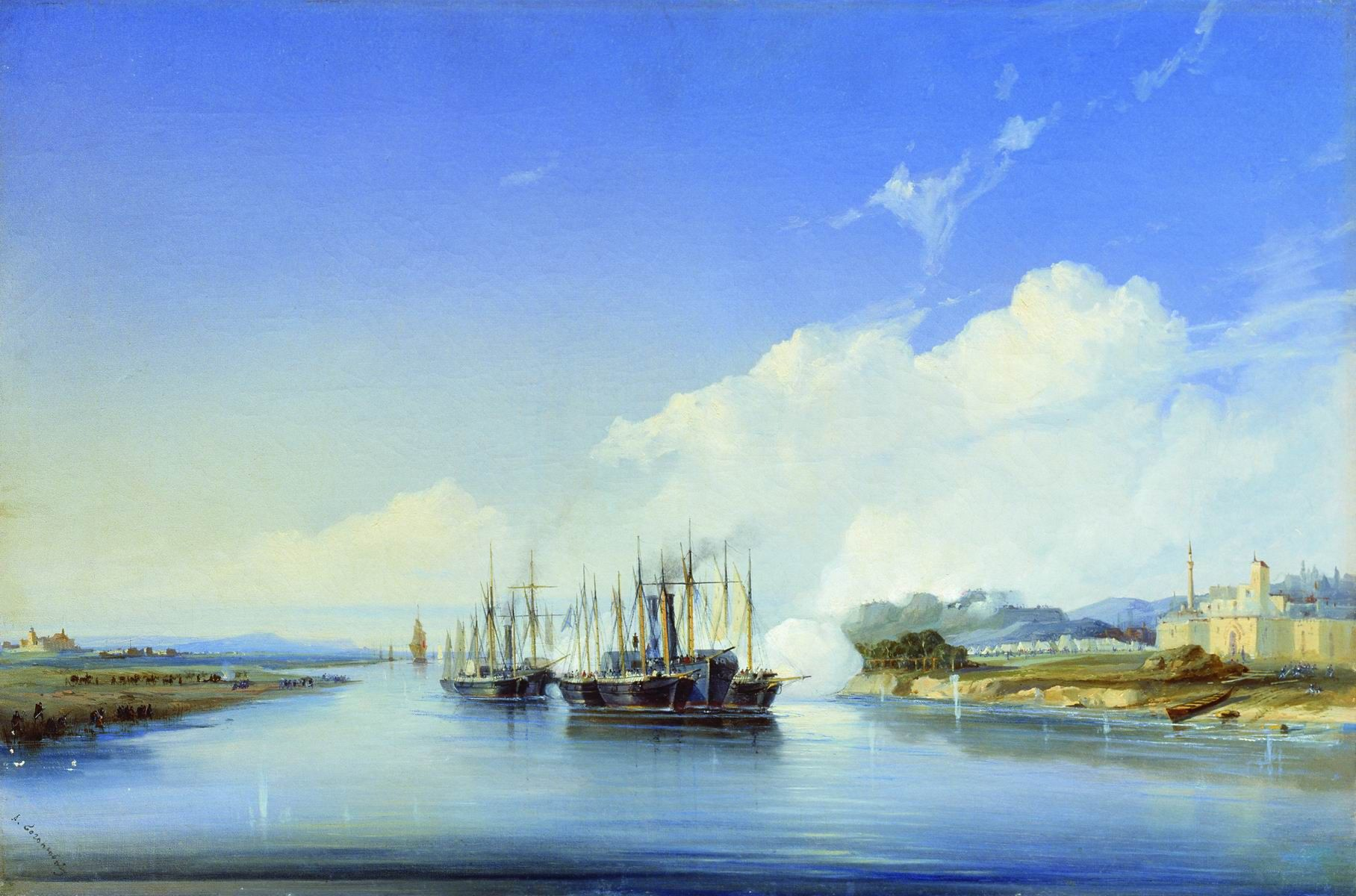
«Обстрел пароходом „Прут“ турецкой крепости Силистрия на Дунае 1854 года». Картина А. П. Боголюбова (1856)

В январе 1854 года 10 канонерских лодок контр-адмирала Мессера обстреливали неприятельские батареи на острове Чатала, при чём были сбиты орудия; затем, после достижения Сулинского гирла 3 коммерческими пароходами, поставленными на якорях во всю ширину гирла и охраняемыми береговой батареей из 12 орудий, через суда был протянуть канат, укреплённый на берегу; когда гирло Св. Георгия было также заграждено во всю его ширину, Дунайская флотилия перешла с нижнего Дуная на средний, где и участвовала в переправе войск на правый берег. Переправа была назначена в Браилове и Галаце; в то же время отдел. отряд должен был переправиться у острова Чатала с целью овладения береговыми батареями и для угрозы Тульче, на случай отправки из неё войск к Галацу и Браилову. Сильную демонстрацию было решено произвести и у Гирсова, и в то же время была предпринята бомбардировка Мачина. В бомбардировках у Гирсова, Галаца и Мачина принимали участие отряды канонерских лодок; демонстрация увенчалась полным успехом: пока сбитые с толку турки ожидали переправы в бомбардируемых местах таковые почти беспрепятственно произошли 11 марта у Галаца и Браилова. После переправы приступили к наводке мостов, которая особенно затруднялась сильным ветром, сносившим суда с якорей; здесь большую помощь оказал пароход Прут. Удачной переправе отряда у Тульчи помогли 15 канонерских лодок. Потери отряда были ничтожны, и после ряда стычек он занял 12 марта Тульчу. Дальнейшие действия флотилии заключались в помощи армии, осадившей крепость Силистрию; лодки обстреливали батареи со стороны Дуная, главное же содействие их состояло в обстреле неприятеля при снятии осады Силистрии и отступлении наших войск обратно за Дунай. Приказ об отступлении пришел за 2 часа до начала решительной атаки Силистрии в ночь на 9 июня; 11 июня начался переход войск через Дунай, а 12-го уже были разобраны мосты: выступившие вдогонку турецкие войска и артиллерия были обстреляны лодками капитана 1 ранга Бернард-де-Граве. В 1855 и 1856 военных действий на Дунае не было.

### Русско-турецкая война (1877—1878)

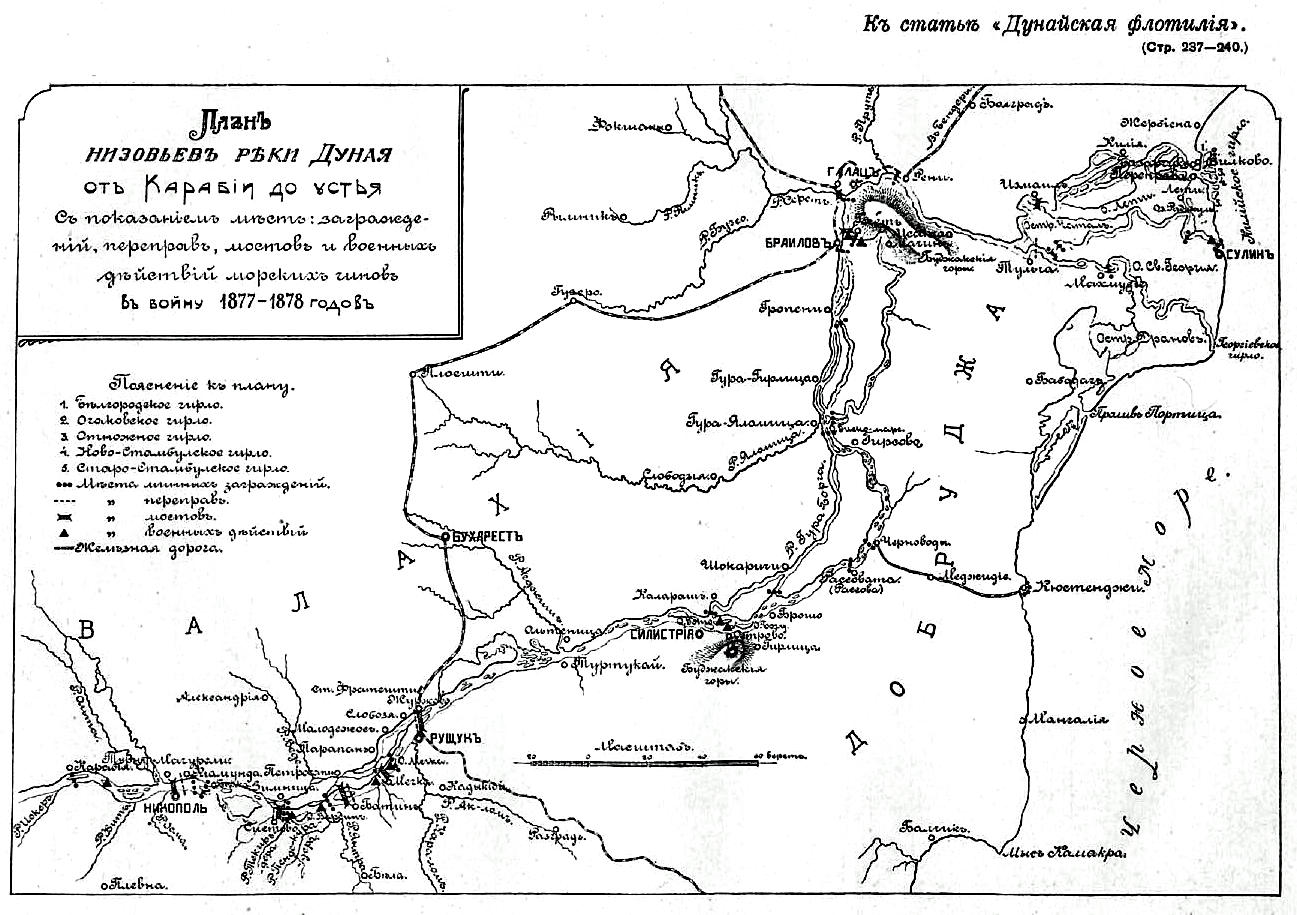
План низовьев реки Дуная с показанием мест заграждений, переправ, мостов и военных действий в войну 1877-1878 гг.

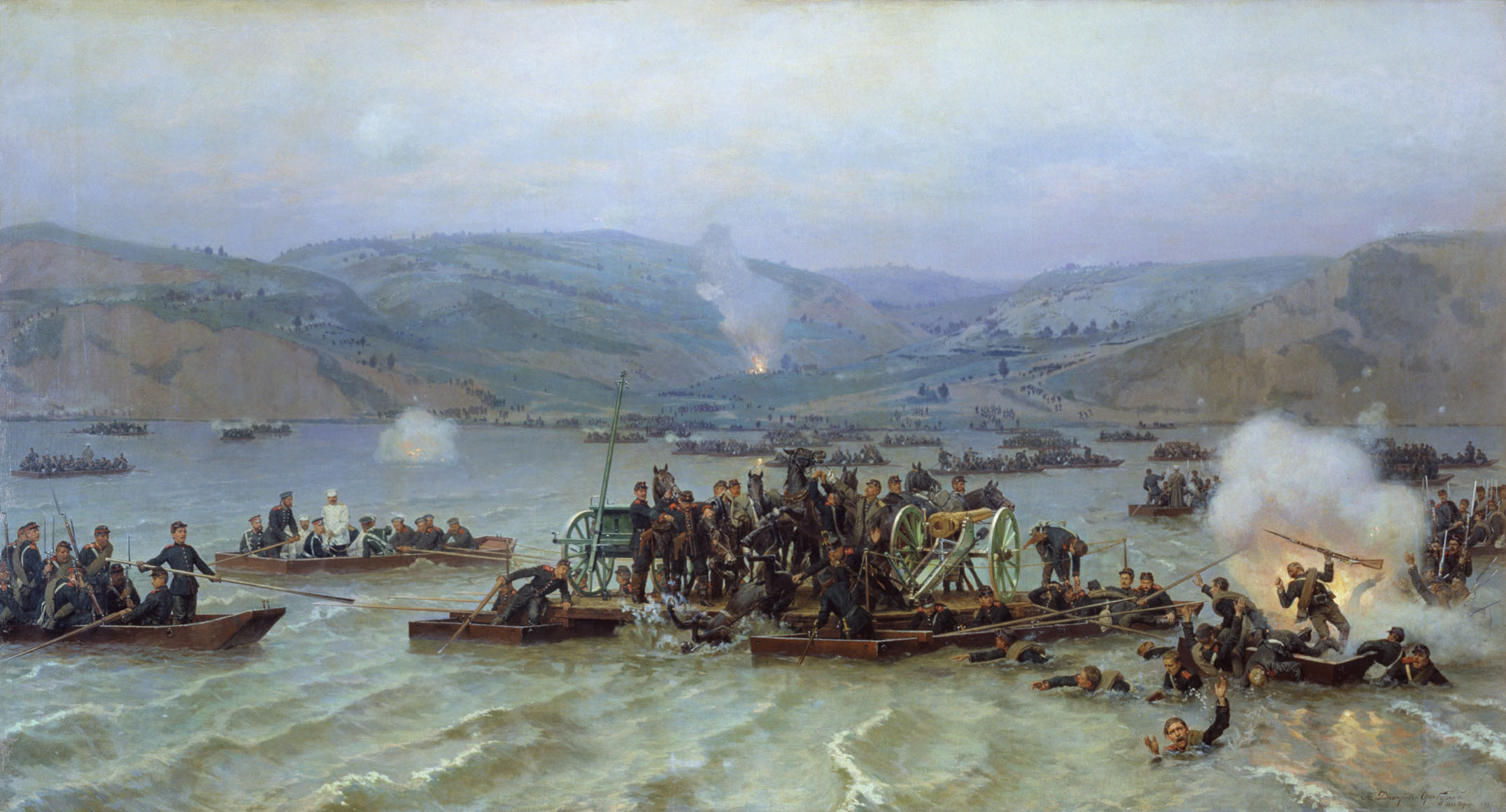
Переправа русской армии через Дунай у Зимницы 15 июня 1877 года, Николай Дмитриев-Оренбургский (1883)

Как и в прежние войны, в ходе русско-турецкой войны (1877—1878) действия моряков на Дунае должны были заключаться в помощи сухопутным войскам при переправе через Дунай. Главная опасность переправы заключалась в присутствии в реке 8 турецких броненосцев, 5 канонерских лодок, 11 пароходов и судов других типов, сосредоточенных по Дунайским укреплениям; кроме того, в устье Дуная, у Сулины, стояла броненосная эскадра Гобарта-паши.
Русские морские силы имели всего 14 паровых катеров и 20 гребных судов. Только с помощью нового оружия, мин, можно было выступить против сильнейшего неприятеля; действия морских отрядов заключались, главным образом, в постановке минных заграждений с таким расчетом, чтобы разбросанные по Дунаю турецкие отряды были отрезаны от намеченных мест переправы. Весь минный состав был разделен на 2 отряда, гвардейский и черноморский; первый действовал на верхнем и среднем Дунае, второй — на нижнем. 2 апреля был захвачен Барбошский мост на реке Сирет, заняли Галац, Браилов и Рени. Черноморский отряд, разделенный на 2 части, сейчас же приступил к постановке минных заграждений. У занятого моста, у Рени и у Браилова лейтенанты Ф. В. Дубасов и А. П. Шестаков и мичман Персин заградили Мачинский рукав, обезопасив, т.о., железнодорожный мост у Барбоша. Решено было заградить и верхнюю часть Мачинского рукава, чтобы совершенно отрезать турецкий отряд, находившийся в рукаве. Лейтенанты Дубасов и Шестаков достигли Мачинского рукава у Гирсова, но, не имея мин, поставили в виду неприятеля фальшивое заграждение и 12 мая вернулись в Браилов.
Отсюда они произвели в ночь на 14 мая минную атаку на броненосный отряд в Мачинском рукаве и взорвали броненосец Сеиф, что навело панический ужас на турок: пробравшись через фальшивое заграждение, они ушли из рукава, который был к концу мая заграждён и в верхней части, так что вся река, от Рени до Гирсова оказалась в руках русских. Результатом успеха была беспрепятственная наводка моста из Браилова в Течет, и уже 11 июня наши войска заняли оставленный турками город Мачин. Гвардейский отряд, между тем, сосредоточившись на реке Ольте и в деревне Мало-де-Жас, предпринял ряд постановок мин у Парапона (12 верст выше Рущука), Фламунды (5 верст ниже Никополя) и Корабии (35 верст выше Никополя), с целью обеспечить безопасность выбранного для переправы места у Зимницы. 7 июня 10 катеров с шестерками на буксире, под нач. кап. 1 р. Новикова, ставили мины у Парапона, 8 июня из Рущука появился тур. пароход, открывший огонь; посланный в атаку катер «Шутка» (лейт. Н. И. Скрыдлов), хотя и не взорвал его, но заставил удалиться. Работы по заграждению велись ночью и были окончены к 16 июня. В то же время ставились мины у Фламунды и Корабии. Из Никополя во время постановки мин вышел турецкий монитор, но будучи атакован 2-мя катерами (мичм. Нилов и гардемар. Аренс), вернулся обратно.
Между тем, для помощи войскам при переправе через Дунай из Санкт-Петербурга прибыл отряд в 850 человек флигель-адъютанта В.П. Шмидта: одна часть его направилась к р. Ольте, другая в Журжево, откуда последняя прибыла 14 июня с патронами к Зимнице. Переправа началась в ночь на 15 июня; больш. помощь оказал пароход кап.-лейт. Тудера Анета, к-рый один перевез 20 т. войск из 30-ти, оказавшихся к вечеру 15 июня на прав. стороне Дуная. Во время переправы был убит лейтенант Добровольский и несколько матросов. 16 июня на катере гвард. экипажа переправился Император Александр II; в тот же день было приступлено к постройке моста, заготовленного на р. Ольте и пригнанного оттуда мимо Никополя, под обстрелом неприятеля, моряками, под ком. кап. 1 р. М.П. Новосильского и Великого князя Алексея Александровича; последний только что прибыл на Дунай из-за границы и 20 июня был назначен начальником всех морских команд на Дунае.
Характер деятельности флотилии после переправы остался почти тот же: на верхнем и среднем Дунае активные действия за отступлением турок от берегов реки прекратились. У Зимницы в это время был наведён 2-й мост и Дунайская флотилия усилила заграждения у Парамона и Фламунды. На нижнем Дунае продолжал действовать лейтенант Дубасов; поставив заграждение у м. Черноводы, он по железной дороге отправился в Кюстенджи, заградил с моря этот порт, 2 октября предпринял было спуск брандеров на неприятельские суда у Силистрии, где, по донесениям лазутчиков, турки предполагали навести мост. Спуск брандеров был неудачен; подходы охранялись пароходом, на который мичман Великий князь Константин Константинович и спустил один брандер; за подвиг этот он получил орден святого Георгия 4 ст. Совершенно отдельным эпизодом в войне являются действия отряда капитан-лейтенанта И.М. Дикова в Сулинской гирле. В составе 1 парохода и 8 мелких судов отряд этот прибыл 28 июля из Одессы со специальной целью оказать помощь армии против Сулина. Положение отряда в Килийском рукаве было опасное; чтобы оградить себя с тыла, отряд поставил мин. заграждения в Георгиевской и Сулинской гирлах. Получив подкрепление из 5 судов, отряд пошел 21 сентября к Сулину; в ночь на 27-е под самым Сулином было поставлено с катеров заграждение, после чего отряд пошел вперед для бомбардировки. Навстречу ему вышли 2 парохода и броненосец; один из пароходов, канонерка Суна, попал на заграждение и взорвался, остальные вперед не пошли. В дальнейшей перестрелке были повреждены 2 броненосца. 29 сентября Диков получил приказание вернуться, так как атака на Сулин была отменена. Вслед за тем военные действия на Дунае прекратились. Дунайская флотилия пополнилась 2-мя канонерками, взятыми в Никополе; одна из них, канонерка Никополь, действовала 29 и 30 ноября против Сулеймана-паши, при наступлении его на Рущукский отряд. Дальнейшая помощь моряков заключалась в устройстве новой переправы у Батина и охране старых переправ; на зиму отряды флотилии расположились в Батине, Тульче, Браилове и Черноводах; но в виду возможных осложнений с Англией гвардейский экипаж был двинут 8 января через Балканы, 28 февраля пришел в Сан-Стефано и оттуда вернулся в Одессу 26 апреля.
По подписании Сан-Стефанского договора в 1878 году служба Дунайской флотилии заключалась в установлении пароходного движения по реке, подвозке провианта и очистке Дуная от мин, из которых большая часть потонула. В апреле 1878 г. снова было велено готовиться к военным действиям, но всё обошлось благополучно; часть судов флотилии перешла из Дуная в Черное море, часть оставалась в реке до 1879 г., когда одни суда покинули Дунай, а другие были переданы Болгарскому правительству.